# Hyundai Entourage
Hyundai Entourage — минивэн, спроектированный Hyundai Motor и производившийся в Северной Америке 2007-2009 годах. Является ребеджированным вариантом второго поколения Kia Sedona. Впервые показан на Чикагском автошоу в феврале 2006 года. Продажи начались в апреле 2006. Спустя 3 года, в апреле, в США выпуск прекратили, и вместо минивэна на новом заводе в Харрисе начали выпуск нового Hyundai Santa Fe.

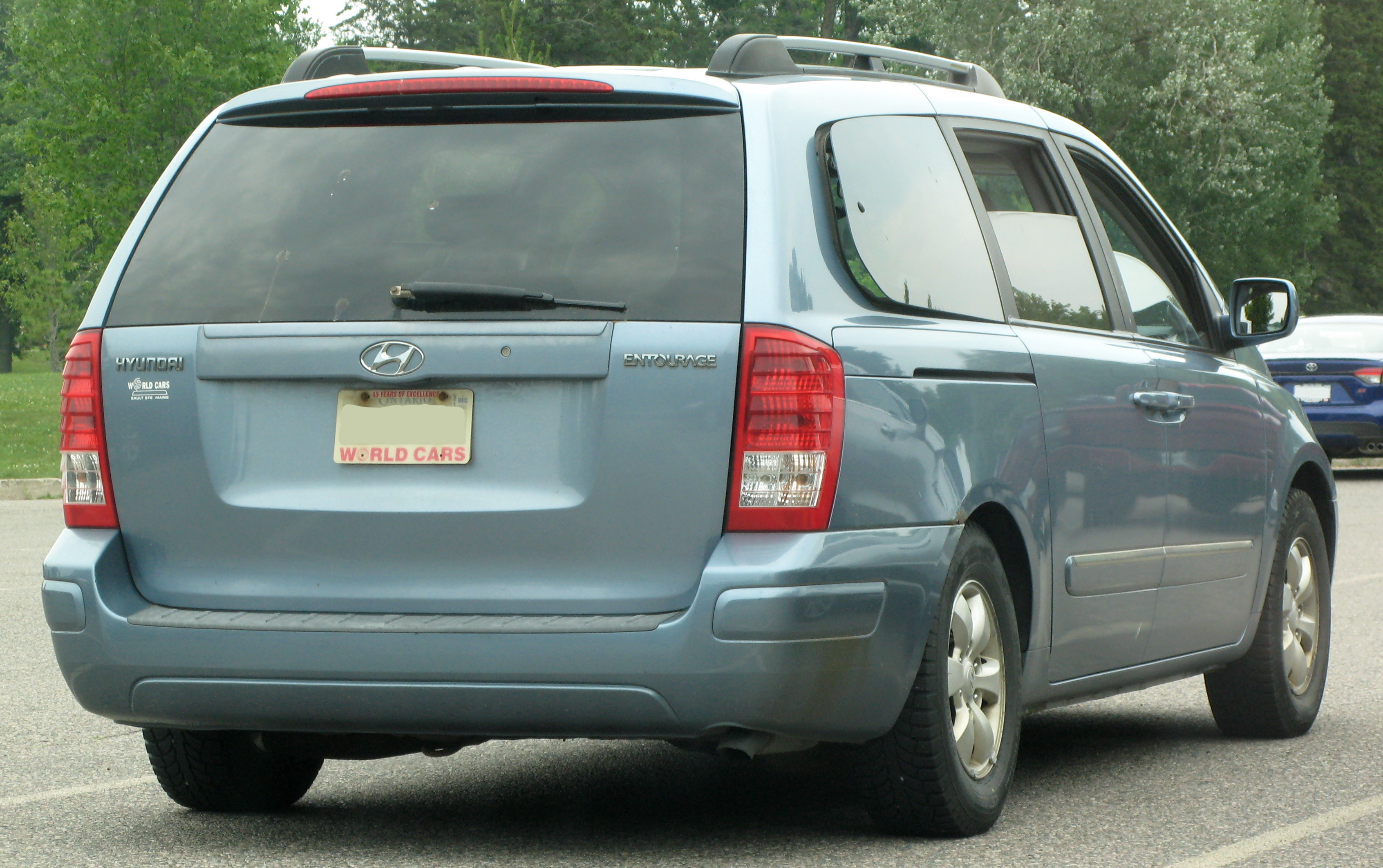
Вид сзади

Entourage оснащался 3,8-литровым бензиновым атмосферным V-образным шестицилиндровым двигателем мощностью 252 лошадиные силы. Всего имел 3 комплектации — базовую GLS, среднюю SE и высшую Limited. Гарантия на автомобиль составляла 100 000 пробега. Из атрибутов безопасности автомобиль имел 6 подушек безопасности, систему ESC и активные подголовники.

## Безопасность
Американский институт дорожной безопасности (Insurance Institute for Highway Safety, IIHS) проверил автомобиль 2007-2008 года выпуска. Автомобиль показал себя хорошо в краш-тесте:
| IIHS                                              | IIHS |
| ------------------------------------------------- | ---- |
| Фронтальный удар с 40%-м перекрытием              | G    |
| Боковой удар                                      | G    |
| Прочность крыши                                   | P    |
| Подголовники и сиденья                            | G    |
| Протестированная модель: Hyundai Entourage (2006) |      |

## Награды
- 2009 год — Лучший семейный автомобиль (Edmunds.com)[6]
- 2009 год — 3 место среди недорогих автомобилей (Insure.com)
- 2009 год — Самый безопасный минивэн (IIHS — Американский Страховой институт дорожной безопасности)[7]